# Yterbi(III) chloride
Yterbi(III) chloride là một hợp chất hóa học vô cơ có thành phần chính gồm hai nguyên tố là ytterbi và clo, với công thức hóa học được quy định là YbCl3. Hợp chất này phản ứng với NiCl2 để tạo thành một chất xúc tác rất hiệu quả cho việc khử halogen hóa các aryl halide.  Hợp chất này gây độc nếu được tiêm, và độc hại nhẹ trong trường hợp ăn phải. Hợp chất này cũng được thực nghiệm là gây nên tình trạng quái thai, có thể gây kích ứng da và mắt. Khi nung nóng để phân hủy nó phát ra khói độc hại của Cl-.

## Lịch sử
Yterbi, một nguyên tố thuộc nhóm nguyên tố sau lanthan được phát hiện vào năm 1878 bởi nhà hoá học người Thụy Sĩ Jean-Charles Galissard de Marignac, người đã đặt tên nguyên tố này theo tên thị trấn (Ytterby) ở Thụy Điển. Tổng hợp đầu tiên của YbCl3 được ghi chép lại là của Jan Hoogschagen vào năm 1946. YbCl3 hiện là một nguồn cung cấp ion Yb3+ sẵn có về mặt thương mại và do đó nó có ý nghĩa quan trọng về hóa học.

## Điều chế
YbCl3 được điều chế từ Yb2O3 với khí cacbon tetrachloride ở nhiệt độ cao, hoặc với axit clohiđric nóng, sau đó sấy ở nhiệt độ cao.
2 Yb2O3 + 3 CCl4(g) → 4 YbCl3(s) + 3 CO2(g)
Yb2O3 + 6 HCl(g) → 2 YbCl3(s) + 3 H2O